# Тевокана (Тексас)
Тевокана (енгл. Tehuacana) град је у америчкој савезној држави Тексас. По попису становништва из 2010. у њему је живело 283 становника.

## Демографија
Према попису становништва из 2010. у граду је живело 283 становника, што је 24 (7,8%) становника мање него 2000. године.
| Група             | 2000.       | 2010.       |
| Белци             | 273 (88,9%) | 243 (85,9%) |
| Афроамериканци    | 23 (7,5%)   | 24 (8,5%)   |
| Азијати           | 0 (0,0%)    | 0 (0,0%)    |
| Хиспаноамериканци | 9 (2,9%)    | 15 (5,3%)   |
| Укупно            | 307         | 283         |